# Edward Cummins
Pour les articles homonymes, voir Cummins (homonymie).
Edward Cummins (Chicago, Illinois, 25 juillet 1886 - New Britain, Connecticut, 21 novembre 1926) est un golfeur américain. En 1904, il remporta une médaille d'or en golf aux Jeux olympiques de 1904, dans la catégorie par équipe.